# Francine Fox
Francine Fox (née le 16 mars 1949 à Washington) est une kayakiste américaine qui a remporté la médaille d'argent aux Jeux olympiques d'été de 1964 dans l'épreuve du K-2 500m.

## Palmarès

### Jeux olympiques
- Jeux olympiques de 1964 à Tokyo,  Japon
  -  Médaille d'argent